# Шамара
«Шамара» — українсько-німецький драматичний фільм, знятий Наталією Андрійченко на кіностудії імені Олександра Довженка за мотивами однойменної повісті (1990) Світлани Василенко. Фільм розповідає про Зіну Шамаріну (Шамару), яка ховає романтичні почуття до свого чоловіка-в'язня, котрий одружився з нею, щоб уникнути суворого покарання за її зґвалтування.
Займає 54-55-у позицію у списку 100 найкращих фільмів в історії українського кіно.

## У ролях
- Ірина Цимбал — Зіна Шамаріна (Шамара)
  - Озвучування: Тетяна Шуран
- Денис Карасьов
- Анжеліка Неволіна
- Володимир Ніколаєць
- Тамара Плашенко
- Тетяна Юрош
- Петро Зайченко
- Євген Морозов
- Сергій Улашев
- Тетяна Назарова

## Визнання
| Нагороди та номінації фільму «Шамара» | Нагороди та номінації фільму «Шамара»           | Нагороди та номінації фільму «Шамара»                    | Нагороди та номінації фільму «Шамара» | Нагороди та номінації фільму «Шамара» | Нагороди та номінації фільму «Шамара» |
| Рік                                   | Кінопремія / Кінофестиваль                      | Категорія / Нагорода                                     | Номінант                              | Результат                             |                                       |
| ------------------------------------- | ----------------------------------------------- | -------------------------------------------------------- | ------------------------------------- | ------------------------------------- | ------------------------------------- |
| 1994                                  | Київський міжнародний кінофестиваль «Молодість» | Приз імені Іва Монтана за найкращу акторську роботу      | Ірина Цимбал                          | Перемога                              |                                       |
| 1994                                  | Київський міжнародний кінофестиваль «Молодість» | Диплом Асоціації жінок-кінематографістів України         | «Шамара»                              | Перемога                              |                                       |
| 1994                                  | Мінський міжнародний фестиваль жіночого кіно    | Приз «За пошук нових виразних кінематографічних засобів» | «Шамара»                              | Перемога                              |                                       |

5 вересня 1996 року режисерці Наталії Андрійченко була присуджена Державна премія України імені Олександра Довженка за вагомий внесок у розвиток вітчизняного
кіномистецтва..